# Viola ibukiana
Viola ibukiana är en violväxtart som beskrevs av Tomitaro Makino. Viola ibukiana ingår i släktet violer, och familjen violväxter. Inga underarter finns listade i Catalogue of Life.